# René Anème
René Anème (* 7. Januar 1896 in Châtelet (Belgien); † 4. November 1943 in Köln) war ein belgischer römisch-katholischer Geistlicher und Märtyrer.

## Leben
René Anème entstammte einer Arbeiterfamilie von Châtelineau (Ortsteil von Châtelet, östlich von Charleroi). Er besuchte das Collège Notre-Dame de Bonne-Espérance in Vellereille-les-Brayeux (Estinnes) bei der Basilika Unserer Lieben Frau der Guten Hoffnung, dann das Priesterseminar in Tournai. 1917 wurde er wegen patriotischer Aktivitäten für sieben Monate nach Deutschland deportiert. 1920 wurde er zum Priester geweiht.
Er unterrichtete am Institut St-Joseph in La Louvière und war Vikar in Couillet, Le Roeulx und Gouy-lez-Piéton (Courcelles). Ab 1939 war er Pfarrer in Leval-Trahegnies (Binche). Während des Krieges gehörte er zur belgischen Widerstandsbewegung Armée secrète (Geheimarmee). Er wurde denunziert und am 3. Februar 1942 von der Gestapo verhaftet. Er kam über das Gefängnis Loos am 7. November 1942 nach Deutschland in die Gefängnisse Aachen, Bochum, Hamm, Bonn und Rheinbach. Am 4. November 1943 wurde er in Köln im Alter von 47 Jahren enthauptet.

## Gedenken
In Leval-Trahegnies trägt ein Platz seinen Namen.